# Rak prącia
Rak prącia – nowotwór złośliwy wywodzący się z nabłonka prącia, najczęściej z żołędzi lub napletka. Występuje najczęściej w starszym wieku. W Polsce zapadalność na ten nowotwór wynosi 8 na 1 000 000 mężczyzn. Rak ten jest przyczyną 0,4% zgonów z powodu chorób nowotworowych. Najczęstszy typ rak prącia to rak płaskonabłonkowy. Z reguły przyjmuje postać wrzodziejącą, choć występuje również pod postacią naciekającą lub brodawkowatej narośli. Rzadziej występują inne nowotwory złośliwe: czerniak, mięsak, rak podstawnokomórkowy.
Wśród przyczyn rozwoju raka prącia wymienia się:
- brak higieny, czego skutkiem jest gromadzenie się mastki pod napletkiem,
- stulejkę,
- zapalenie żołędzi,
- stany przedrakowe (np. rogowacenie białe),
- zakażenie wirusem brodawczaka ludzkiego (HPV).

Ryzyko zachorowania na raka prącia rośnie:
- kiedy higiena osobista jest niewystarczająca
- gdy aktywność seksualna jest wysoka
- wraz ze wzrostem liczby partnerów seksualnych
- z powodu nieużywania prezerwatyw.

Przed zachorowaniem na raka prącia chroni odpowiednia higiena osobista, abstynencja od alkoholu, obrzezanie, oraz szczepionka przeciwko wirusowi brodawczaka ludzkiego.

## Klasyfikacja ICD10
| kod ICD10     | nazwa choroby                                                         |
| ------------- | --------------------------------------------------------------------- |
| ICD-10: C60   | Nowotwór złośliwy prącia                                              |
| ICD-10: C60.0 | Napletek                                                              |
| ICD-10: C60.1 | Żołądź prącia                                                         |
| ICD-10: C60.2 | Trzon prącia                                                          |
| ICD-10: C60.8 | Zmiana przekraczająca granice jednego umiejscowienia w obrębie prącia |
| ICD-10: C60.9 | Prącie, umiejscowienie nieokreślone                                   |